# Talajotska kultura
Talajotska kultura bila je prapovijesna kultura koja je postojala između 17. i 2. stoljeća prije Krista na balearskim otocima (Menorca i Mallorca), a odlikuje se arheološkim nalazištima jedinstvenih megalitskih građevina (talaiotima, po kojima je kultura dobila ime), te s njima povezanim naseljima, grobnicama poznatim kao navete, te megalitskim strukturama poznatim kao taule (dolmenima koji se obično nalaze u blizini talaiota). Talajotska kultura je cvala od brončanog do kasnog željeznog doba. Astronomske orijentacije (arheoastronomija) i vizualne međusobne veze između prapovijesnih građevina ukazuju na mreže s mogućim kozmološkim značenjima.
Naziv talaiot (katalonski; šp.: talayot) dolazi od katalonske riječi talaia, što znači „promatračnica” i „stražarnica”, a koja potječe od arapske riječi atalaji, što znači „stražar”. Naime, smatra se kako su talaioti imali obrambenu svrhu, ali njihova upotreba nije jasno razjašnjena. Neki vjeruju da su služili kao osmatračnice ili signalni tornjevi, kao na Menorci, gdje tvore osmatračku mrežu. Talaioti su se često nalazili na povišenim nadmorskim visinama i općenito imaju oblik kružnih ili kvadratnih zgrada, a mogli su se koristiti kao stanovi ili mjesta za sastanke.
Na Mallorci se njihova izolirana veća naselja nazivaju Clapers de gegants („kamena naselja divova”). Na Menorci su, međutim, klasični talaioti poznati s Mallorce (okrugli ili četvrtasti) relativno rijetki ili su već znatno propali zbog erozije kamenja (kao što je Torre d'en Galmés). U prvom tisućljeću prije Krista pojavili su se okruglo-ovalni ograđeni prostori od kamenih blokova koji su zatvarali neke komplekse. Osim toga, pojavljuju se novi arhitektonski elementi, posebno na Menorci. Stupovi i pilastri kombiniraju se u prave hipostile, koji na Menorci često predstavljaju zasebnu vrstu ograđenog prostora ugrađenog u zemlju oko talajota i mogu se smatrati prethodnicima menorških taula (slika gore desno). Menorčani su također izgradili neke kamene ciste (pogrebne kutije od kamenih ploča).
Sve ove strukture su građene „kiklopskom tehnikom”, arhaičnim oblikom megalitske kamene arhitekture temeljene na velikom kamenju spojenom „na suho” (bez cementa ili morta), a odnosi se na građevine mikenske kulture (Grčka). 
Talajotska kultura je uglavnom neovisan, sljediv razvoj Balearskih otoka, iako se ne mogu isključiti veze s drugim kulturama. Slične megalitske građevine pronađene su i u drugim područjima zapadnog Mediterana, iako nisu nužno povezane s talaiotima. Primjeri uključuju nurage na Sardiniji, torrije na Korzici i sesije na Pantelleriji. 

## Povijest
Talajotsko razdoblje podijeljeno je u četiri razdoblja (talajotsko I. do IV.), koja obuhvaćaju razdoblje od 1300. pr. Kr. do rimskog osvajanja 123. pr. Kr. Prva dva i posljednja dva od ovih razdoblja pokazuju manje razlike. Međutim, talajotska kultura nije se pojavila iznenada; već je imala svoje prethodnike, poznate kao predtalajotsko razdoblje. Sljedeća tablica daje pregled trenutno poznatih povijesnih razdoblja kulturnog razvoja otoka do romanizacije Balearskih otoka:
| Kulturni odjeljak               | Obrti i zgrade | Vrijeme               | Sinkronizam                                              |
| ------------------------------- | --- | --------------------- | -------------------------------------------------------- |
| Predkeramičko razdoblje         | Obrađeni kremeni i kosti | 4000.–2000 pr. Kr.    | Sumerani, Staro egipatsko kraljevstvo                    |
| Arhaični predtalajotski         | Negravirana i gravirana keramika; nastambe i grobna mjesta u prirodnim špiljama | 2000. – 1800. pr. Kr. | Rano brončano doba u Europi, Minojska kultura            |
| Vrhunac predtalajotika          | Brončani alati, kamenje za idole; prve kolibe, grobna mjesta također u umjetnim špiljama (cuevas) | 1800.–1500. pr. Kr.   | Hiksi u Egiptu, Knos na Kreti                            |
| Kraj predtalajotičkog razdoblja | Brončani vrhovi strijela, „talijanski idol“; nastambe u megalitskim navetama | 1500.–1300. pr. Kr.   | Iberska El-Argar kultura, Srednjebrončano doba u Europi  |
| Talajotik I.                    | Pojava rezervoara za vodu (sitjota), podzemnih grobnica i izoliranih tornjeva izgrađenih u megalitskom stilu s kiklopskim zidovima; nalazi obične keramike, pogrebne keramike, brončanog oružja i alata te obrađenih kostiju.                                              | 1300.–1000. pr. Kr.   | Novo egipatsko kraljevstvo, Mikenska kultura             |
| Talajotik II.                   | Stvaraju se zidni ograđeni prostori i poznati su nalazi obične keramike, pogrebne keramike, brončanog oružja i alata te obrađenih kostiju. | 1000.–800 pr. Kr.     | Kanobrončano doba u Europi, Feničansko širenje           |
| Talajotik III.                  | Kontakti s drugim pomorskim narodima poput Grka i Feničana, a kasnije i Kartažana (Ibiza); uz keramiku i brončane figurice predmeti od olova i željeza; Štovanje bikova, kremiranje; hipostilne dvorane, priložene prostorije pravokutnog tlocrta                          | 800.–500. pr. Kr.     | Halštatska kultura ranog željeznog doba, Arhajska Grčka  |
| Talajotik IV.                   | Akulturacija, reprodukcija keramičkih oblika kartažanske/feničanske i rimske kulture, pokop u fetalnom položaju (u vapnu); svetišta i mali kipovi poznati kao „Mars Balearicus”; ofenzivno oružje (mačevi, noževi, vrhovi kopalja) i raznolikost alata postali su važniji. | 500.–123. pr. Kr.     | Kartaško carstvo, Latenska kultura kasnog željeznog doba |

## Vanjske poveznice
|  | Zajednički poslužitelj ima još gradiva o temi Megaliti na Balearima |

- Talaiot rute (posjetite rute podijeljene po području)
- Megalitska Menorca. Otkrivanje Menorke (engl.)
- Sveobuhvatna stranica za prapovijesne spomenike na Mallorci i Menorci (šp.)